# 872 v.Chr.
Het jaar 872 v.Chr. is een jaartal volgens de christelijke jaartelling.

## Gebeurtenissen

### Egypte
- De Nijl overstroomt de Tempel van Luxor